# Boarmia intrusilinea
Boarmia intrusilinea är en fjärilsart som beskrevs av Louis Beethoven Prout 1915. Boarmia intrusilinea ingår i släktet Boarmia och familjen mätare. Inga underarter finns listade i Catalogue of Life.